# وستورت ویلیج (تگزاس)
وستورت ویلیج، تگزاس(به انگلیسی: Westworth Village, Texas) شهری در ایالت تگزاس از ایالات جنوبی ایالات متحده آمریکا است. در سرشماری سال ۲۰۰۰، جمعیت این شهر ۲۱۲۴ نفر اعلام شد.